# 10364 Tainai
10364 Tainai è un asteroide della fascia principale. Scoperto nel 1994, presenta un'orbita caratterizzata da un semiasse maggiore pari a 2,2150334 UA e da un'eccentricità di 0,1019946, inclinata di 1,76436° rispetto all'eclittica.
L'asteroide è dedicato a Tainai-Daira, distretto nella prefettura di Niigata in Giappone.